# 85 Dywizja Piechoty (III Rzesza)
85 Dywizja Piechoty (niem. 85. Infanterie-Division) – niemiecka dywizja z czasów II wojny światowej, sformowana na mocy rozkazu z 2 lutego 1944, w 25. fali mobilizacyjnej w  Idar – Oberstein w XII. Okręgu Wojskowym.

## Struktura organizacyjna
- Struktura organizacyjna w lutym 1944:

1053. i 1054. pułk piechoty, 185. pułk artylerii, 185. batalion pionierów, 185. oddział przeciwpancerny, 185. oddział łączności;
- Struktura organizacyjna w lutym 1944:

1053. i 1054. pułk piechoty, 185. pułk artylerii, 185. batalion pionierów, 85. dywizyjny batalion fizylierów, 185. oddział przeciwpancerny, 185. oddział łączności, 185. polowy batalion zapasowy;
- Struktura organizacyjna w marcu 1945:

1053., 1054. i 1064., 185. pułk grenadierów, 185. pułk artylerii, 185. batalion pionierów, 85. dywizyjny batalion fizylierów, 185. oddział przeciwpancerny, 185. oddział łączności, 185. polowy batalion zapasowy;

## Dowódcy dywizji
- Generalleutnant Kurt Chill 1 II 1944 – 22 XI 1944;
- Generalmajor Helmut Bechler 22 XI 1944 – 15 III 1945;